# Morum (chi ốc biển)
Morum là một chi ốc biển, là động vật thân mềm chân bụng sống ở biển thuộc họ Harpidae.

## Các loài
Các loài thuộc chi Morum bao gồm:
- Morum amabile Shikama, 1973[2]
- Morum bayeri Petuch, 2001[3]
- Morum bruuni (Powell, 1979)[4]
- Morum cancellatum (G.B. Sowerby I, 1824)[5]
- Morum clatratum Bouchet, 2002[6]
- Morum dennisoni (Reeve, 1842)[7]
- Morum exquisitum (A. Adams & Reeve, 1848)[8]
- Morum fatimae Poppe & Brulet, 1999[9]
- Morum grande (A. Adams, 1855)[10]
- Morum joelgreenei Emerson, 1981[11]
- Morum kurzi Petuch, 1979[12]
- Morum lamarckii (Deshayes, 1844)[13]
- Morum lindae Petuch, 1987[14]
- Morum macandrewi (G.B. Sowerby III, 1889)[15]
- Morum macdonaldi Emerson, 1981[16]
- Morum matthewsi Emerson, 1967[17]
- Morum ninomiyai Emerson, 1986[18]
- Morum oniscus (Linnaeus, 1767)[19]
- Morum ponderosum (Hanley, 1858)[20]
- Morum praeclarum Melvill, 1919[21]
- Morum roseum Bouchet, 2002[22]
- Morum strombiforme (Reeve, 1842)[23]
- Morum teramachii Kuroda & Habe, 1961[24]
- Morum tuberculosum (Reeve, 1842)[25]
- Morum uchiyamai Kuroda & Habe, 1961[26]
- Morum veleroae Emerson, 1968[27]
- Morum vicdani Emerson, 1995[28]
- Morum watanabei Kosuge, 1981[29]
- Morum watsoni Dance & Emerson, 1967[30]